# 柬埔寨人民黨
柬埔寨人民党是柬埔寨的一个政党，1979年至今为柬埔寨的执政党。

## 历史
该党的前身是印度支那共产党柬埔寨支部。1951年2月召开的印支共“二大”决定按照印度支那国别将党组织一分为三。1951年6月28日，高棉人民革命党成立，这天被后来的柬埔寨人民党视为建党日。1954年签订《关于印度支那问题的日内瓦协定》后，高棉人民革命党总书记山玉明、琉盖莫尼、盖莫尼以下大约1015名干部、家属撤退至越南民主共和国，留在柬埔寨国内的部分由绍兴和杜斯木等领导。
1960年国内的高棉人民革命党成员另立了高棉劳动党，认为高棉人民革命党受越南控制而不予承认。1971年，高棉劳动党改名为柬埔寨共产党。柬埔寨共产党经历了国内政治斗争（1960年—1970年）、朗诺发动军事政变后的柬埔寨内战（1970年—1975年）、红色高棉统治时期（1975年—1978年12月25日）、柬越战争。1981年，柬埔寨共产党宣布解散。
1979年1月5日至8日，随越南人民军回到柬埔寨国内的原高棉人民革命党人员（以宾索万为代表）、以及逃至越南的红色高棉人员（以谢辛、韩桑林和洪森为代表）召开会议重组柬埔寨人民革命党，这次会议被称为柬埔寨人民革命党的第三次代表大会（“三大”），出席62人，代表了各地200余名党员。1962年杜斯木失踪后，波尔布特在“三大”上成为总书记；但人民革命党不承认那次会议的合法性，也不承认1962年至1981年的柬埔寨共产党，称这段历史为“波尔布特—英萨利集团”背叛革命、篡党夺权时期，故而将1979年的会议称为“三大”。“三大”选出由宾索万担任柬埔寨人民革命党总书记、政府总理。
1981年5月该党召开第四次代表大会，选出中央委员会委员19人：宾索万、赛普涛、韩桑林、谢辛、布东、洪森、谢索、姜西、江平、林奈、吉沙蓬、马利、赛郊、康沙林、韩桑凯、龙布兰凯山、雷萨蒙、辛卡、江林。候补中央委员2人：梅桑安、金英。选出政治局委员8人：宾索万、韩桑林、赛普涛、谢辛、布东、洪森、谢索、姜西。
1981年12月2日，宾索万被解除全部职务，由韩桑林接任总书记。
1991年10月，柬埔寨人民革命党放弃马克思列宁主义意识形态并改名为柬埔寨人民党。

## 历次选举
2008年8月，人民党在第四届国会选举中赢得90个议席。
2013年7月，人民党赢得123个议席中的68个，延续28年来的执政，反对党救国党赢得55个议席，比上届大选的29个议席几乎多一倍。
由2018年選舉起，國民議會的議席增加至125席。由於柬埔寨救国党在2017年11月16日被最高法院頒令解散，本次選舉中人民黨取得大勝，贏得全數125席，但同時也備受各界質疑。聯合國委託的獨立專家在2018年4月就柬埔寨人權狀况發表報告，稱當主要政黨被禁參與，那不可能是真正的選舉。美國及澳洲等國亦質疑選舉的公信力和合法性。反對派就發起「清白指頭」運動，呼籲選民杯葛投票。